# コマール郡 (テキサス州)
コマール郡（英: Comal County）は、アメリカ合衆国テキサス州の中央部、エドワーズ高原に位置する郡である。人口は16万1501人（2020年）。郡庁所在地はニューブローンフェルズであり、同郡で人口最大の都市である。コマール郡は1846年に設立され、郡名は、スペイン語で「平らな皿」（盆地）を意味している。
コマール郡はサンアントニオ都市圏に属している。

## 年譜
- コマール郡となった地域の昔の住人は、トンカワ族、ウィチタ族、カランカワ族、リパン・アパッチ族などのインディアン部族だった[3]
- 1700年-1758年、この地域はスペイン語で「平らな皿」を意味するコマールと呼ばれるようになった。コマール・スプリングスにニュエストラ・セニョーラ・デ・グアダルーペ伝道所があった[3][4]
- 1825年、コアウイラ・イ・テハス州が、フアン・マルティン・デ・ベラメンディにコマール・スプリングスの土地特許を発行した[4]
- 1842年、アーデルスフェラインがテキサスへの移民を促進する目的でドイツで結成された[5]。フィッシャー・ミラー土地特許によって300万エーカー (12,000 km2) の土地が、ドイツ人、オランダ人、スイス人、デンマーク人、スウェーデン人、ノルウェー人の600家族と単身者のために確保された[6]
- 1844年6月26日、ヘンリー・フランシス・フィッシャーがアーデルスフェラインに対する土地特許の利権を売却した[7]
- 1845年、ソルムス・ブラウンフェルスのプリンス・カールが、アーデルスフェラインのためにコマールスプリングスと川を含む、1,265エーカー (5 km2) の土地の所有権を確保した。多くのドイツ人移民がマタゴルダ湾インディアナオラの港で降り立って、立ち往生していた。食料や雨風を凌ぐものもなく、地面に穴を掘って暮らし、およそ半数が病気と飢えのために死んだ。残った者達は数百マイル離れた目的地に向かって歩き始めた。インディアナオラから歩いてきた200人のドイツ系移民がグアダルーペ川沿いのサンアントニオ・ナコドーチェス道路の渡し場でニューブローンフェルズの町に辿り着いた。ジョン・O・ミューズバックがガルベストンに到着した[8][9][10][11]
- 1846年3月、テキサス州議会がベア郡の第8地区からコマール郡を設立した。ニューブローンフェルズが郡庁所在地に指定された[3][12]
- 1850年、コマール郡の130のドイツ系農園を調査して、奴隷労働者が一人もいないことが分かった[3]
- 1852年、「ノイ・ブラウンフェルザー・ツァイトゥング」が発刊した。当初はドイツ語だけで、16世紀ドイツで新聞の走りだった「ツァイトゥング」という新聞からその名前を得ていた[13]
- 1854年、郡内を8つの教育学区に分けた[3]。ドイツ人移民によるテキサス州会議がサンアントニオで開催され、政治、社会、および宗教に関する次のような綱領を採択した。1) 平等な労働に対する平等な報酬 2) アメリカ合衆国大統領の直接選挙 3) 死刑の廃止 4) 奴隷制度は悪であり、その廃止は民主主義原則の要求である 5) 大学を含め、宗教の影響無しに州が支援する無料教育 6) 教会と政府の完全な分離[14][15]
- 1858年、郡西部がブランコ郡とケンドール郡に分割され、現在の領域が固まった。ニューブローンフェルズが投票で教育税を定めた[3]
- 1861年、郡民投票でアメリカ合衆国からの脱退に賛成した。南軍側に全てドイツ系移民の志願兵3個中隊を送り出した[3]
- 1887年、グアダルーペ川にファウスト・ストリート橋が架けられた[16]
- 1898年、石灰岩造りの郡庁舎が建設された。ロマネスク復古調のこの建物はジェイムズ・リーリー・ゴードンが設計した[17]
- 1920年代、コマール郡は繊維、衣類、建築材料の製造と出荷点としての地位を確立した[3]
- 1960年、サンアントニオにあるセントメアリーズ大学の4人の学生が、州内では最大の洞窟であるナチュラルブリッジ洞穴を発見した[18]
- 1961年、郡では最初のブルスト祭に約2,000人の観衆を集めた[19][20]
- 1964年、貯水池のキャニオン湖が観光地となった[21]

## 地理
アメリカ合衆国国勢調査局に拠れば、郡域全面積は575平方マイル (1,489.2 km2)であり、このうち陸地562平方マイル (1,455.6 km2)、水域は13平方マイル (33.7 km2)で水域率は2.29%である。
郡内を通って北東方向にバルコーンズ断崖がはしっており、州間高速道路35号線がほぼその西側を通っている。断崖の西側はテキサス・ヒル・カントリーの岩の多い丘陵と峡谷である
グアダルーペ川が郡内をほぼ南東方向に流れており、キャニオン湖で水が貯められている。コマール川はニューブローンフェルズのコマール・スプリングスに源があり、すぐにグアダルーペ川に合流する。

### 主要高規格道路
- 州間高速道路35号線
- アメリカ国道281号線
- テキサス州道46号線

### 隣接する郡
- ブランコ郡 - 北
- ヘイズ郡 - 北東
- グアダルーペ郡 - 南東
- ベア郡 - 南西
- ケンドール郡 - 北西

## 人口動態
以下は2000年国勢調査による人口統計データである。
| 基礎データ - 人口: 108,472人 - 世帯数: 29,066 世帯 - 家族数: 21,886 家族 - 人口密度: 54人/km2（139人/mi2） - 住居数: 32,718軒 - 住居密度: 22軒/km2（58軒/mi2） 人種別人口構成 - 白人: 89.08% - アフリカン・アメリカン: 0.95% - ネイティブ・アメリカン: 0.53% - アジア人: 0.46% - 太平洋諸島系: 0.03% - その他の人種: 6.98% - 混血: 1.96% - ヒスパニック・ラテン系: 22.57% 年齢別人口構成 - 18歳未満: 25.5% - 18-24歳: 7.0% - 25-44歳: 27.5% - 45-64歳: 25.2% - 65歳以上: 14.8% - 年齢の中央値: 39歳 - 性比（女性100人あたり男性の人口） - 総人口: 96.0 - 18歳以上: 93.2 | 世帯と家族（対世帯数） - 18歳未満の子供がいる: 33.3% - 結婚・同居している夫婦: 62.8% - 未婚・離婚・死別女性が世帯主: 9.0% - 非家族世帯: 24.7% - 単身世帯: 20.6% - 65歳以上の老人1人暮らし: 9.0% - 平均構成人数 - 世帯: 2.64人 - 家族: 3.05人 収入と家計 - 収入の中央値 - 世帯: 46,147米ドル - 家族: 52,455米ドル - 性別 - 男性: 36,048米ドル - 女性: 25,940米ドル - 人口1人あたり収入: 21,914米ドル - 貧困線以下 - 対人口: 8.6% - 対家族数: 6.4% - 18歳未満: 11.5% - 65歳以上: 7.3% |

## 政治
コマール郡はアメリカ合衆国下院議員ではテキサス州第21選挙区に属し、州上院議員では第25選挙区、下院議員では第73選挙区に属している。2012年時点で全て共和党員を送り出している。

## 都市と町
- ニューブローンフェルズ - 郡庁所在地
- シャーツ
- バルベルデ
- フェアオークスランチ
- ガーデンリッジ

### 未編入の町
- ブラッケン
- キャニオンシティ
- キャニオンレイク
- フィッシャー
- ニーバーズビル[25]
- スプリングブランチ
- スターツビル
- サットラー

## 大衆文化の中で
- ジェイソン・ボーランドが「コマール郡ブルー」で郡のことを歌っている
- ブルー・エドモンドソンの歌「慈悲の余地も無い」はコマール郡が舞台になっている